# Slaget vid Morgarten
Slaget vid Morgarten var ett slag 15 november 1315 mellan österrikiska trupper och schweizare vid berget Morgarten invid Ägerisjön, Schweiz.
1315 förde Leopold av Österrike en här in i Schweiz för att återställa huset Habsburgs välde över schweizarna. I ett bergspass lurade en mindre schweizisk styrka in honom i ett bakhåll och rullade ned klippblock och trädstammar som skapade förvirring bland österrikarna. Leopolds riddare kunde inte formera sig i det smala passet och förintades nästan helt av schweizarnas hillebarder.
Slaget kom att bli extremt viktigt historiskt. Det innebar dels inledningen på att den schweiziska konfederationen säkrades och flera kantoner anslöt sig efter detta slaget, det uppfattas som inledningen på den schweiziska självständigheten. Dels för att det var ett av de slag som visade riddarhärarnas sårbarhet mot väldisciplinerat och motiverat infanteri. Schweizarnas hillebarder kom efter detta att spridas över hela Europa som fotfolksbeväpning.